# 錫蒙力
錫蒙力（英語：Cimeries），或称錫蒙利（Cimejes）是所羅門七十二柱魔神中排第66位的魔神，位階侯爵，統帥20個軍團。可找出被隐藏的物品与宝藏。

## 流行文化
- 在日本动画《机动战士高達 铁血的孤兒》中為巴度温家族存有机体的名字，机体编号（ASW-G-66）亦对应其在七十二柱魔神之中的排名，所属方为加拉尔霍恩，駕駛員為加里奧·巴度温。第二季加里奧大難不死，化名成為「維达爾」，本機亦大幅改修，最終型为高达锡蒙力维达尔（编号仍是ASW-G-66）。